# شومون، اوت مارن
شومون (به فرانسوی: Chaumont, Haute-Marne) شهری در شهرستان اوت-مارن در ناحیه شامپاین-آردن با جمعیت ۲۴٬۳۵۷ نفر در کشور فرانسه واقع شده‌است